# Calcio Femminile Permac Vittorio Veneto 2014-2015
Questa voce raccoglie le informazioni riguardanti l'Associazione Sportiva Dilettantistica Calcio Femminile Permac Vittorio Veneto nelle competizioni ufficiali della stagione 2014-2015.

## Stagione
La società affida nuovamente la squadra al tecnico Sergio Fattorel, che per la stagione entrante può contare su un organico quasi inalterato rispetto alla stagione precedente inserendo l'attaccante Margherita Zanon, svincolata dal Chiasiellis che, retrocesso e in difficoltà economiche, decide di non iscriversi al campionato di Serie B 2014-2015.
Il Permac Vittorio Veneto raggiunge la storica promozione in Serie A alla 25ª e penultima giornata, pareggiando per 0-0 in casa delle rivali del Marcon che hanno insidiato la prima posizione del girone C per tutto il campionato.
Più modesto il percorso in Coppa Italia dove le rossoblu devono cedere al Pordenone, squadra iscritta alla Serie A, l'accesso al primo turno fa già ai triangolari della prima fase eliminatoria.

## Organigramma societario
Area tecnica.
- Allenatore: Sergio Fattorel

## Rosa
Rosa e ruoli tratti dal sito Football.it
| N. |                   | Ruolo | Calciatrice       |
| -- | ----------------- | ----- | ----------------- |
|    | Italia (bandiera) | P     | Gloria Cazzaro    |
|    | Italia (bandiera) | P     | Giulia Reginato   |
|    | Italia (bandiera) | D     | Alice Casagrande  |
|    | Italia (bandiera) | D     | Francesca Da Ros  |
|    | Italia (bandiera) | D     | Monica Furlan     |
|    | Italia (bandiera) | D     | Roberta Piai      |
|    | Italia (bandiera) | D     | Chiara Simeoni    |
|    | Italia (bandiera) | D     | Marta Sommariva   |
|    | Italia (bandiera) | D     | Michela Tonon     |
|    | Italia (bandiera) | D     | Margherita Uliana |
|    | Italia (bandiera) | D     | Silvia Zanette    |

| N. |                   | Ruolo | Calciatrice        |
| -- | ----------------- | ----- | ------------------ |
|    | Italia (bandiera) | C     | Maddalena Cettolin |
|    | Italia (bandiera) | C     | Viola Cutifani     |
|    | Italia (bandiera) | C     | Giulia Da Re       |
|    | Italia (bandiera) | C     | Adriana De Martin  |
|    | Italia (bandiera) | C     | Elisabetta Rossi   |
|    | Italia (bandiera) | C     | Francesca Zanella  |
|    | Italia (bandiera) | A     | Sara Bottoli       |
|    | Italia (bandiera) | A     | Giorgia Cisotto    |
|    | Italia (bandiera) | A     | Fabiana Paoletti   |
|    | Italia (bandiera) | A     | Gaia Maria Sovilla |
|    | Italia (bandiera) | A     | Margherita Zanon   |

## Calciomercato

### Sessione estiva
| Acquisti | Acquisti         | Acquisti    | Acquisti   |
| R.       | Nome             | da          | Modalità   |
| -------- | ---------------- | ----------- | ---------- |
| A        | Margherita Zanon | Chiasiellis | svincolata |

| Cessioni | Cessioni | Cessioni | Cessioni |
| R.       | Nome     | a        | Modalità |
| -------- | -------- | -------- | -------- |
|          |          |          |          |

## Risultati

### Serie B

#### Girone di andata
| Arbitro: | Davide Barozzi (Rovereto) |

|                                 |           |                |
| Cisotto 10’, 36’ Zanon 15’, 63’ | Marcatori | 65’ Battistoni |

| Arbitro: | Giorgio Lazzaroni (Udine) |

|  |           |                                                |
|  | Marcatori | 26’ Furlan 33’, 67’ Zanon 53’ Da Re 59’ Da Ros |

| Arbitro: | Michele Scarpino (Bologna) |

|                           |           |             |
| Cisotto 79’ De Martin 90’ | Marcatori | 73’ Foltran |

| Arbitro: | Giorgio Lazzaroni (Udine) |

|  |           |                                                            |
|  | Marcatori | 30’ Zanon 41’ Cutifani 47’ Cettolin 80’ Da Ros 86’ Cisotto |

| Arbitro: | Ludwig Raus (Brescia) |

|                       |           |  |
| Cisotto 46’ Zanon 48’ | Marcatori |  |

| Santa Sabina, Perugia 9 novembre 2014, ore 14:30 CET 6ª giornata | Grifo Perugia              | 0 – 0 referto | Vittorio Veneto | Stadio comunale Flavio Mariotti\| Arbitro: \| Daniele De Tommaso (Rieti) \| |
| Arbitro:                                                         | Daniele De Tommaso (Rieti) |               |                 |                                                                             |

| Arbitro: | Tommaso Betta (Bolzano) |

|                           |           |                        |
| De Martin 84’ Simeoni 89’ | Marcatori | 51’ Talami 85’ Ceppari |

| Arbitro: | Sajmir Kumara (Verona) |

|                      |           |                                      |
| Cerato 5’ Padoan 79’ | Marcatori | 38’ Da Re 42’, 52’ Zanon 68’ Simeoni |

| Arbitro: | Francesco Alberti (Imola) |

|                              |           |  |
| Simeoni 15’, 28’ Bottoli 90’ | Marcatori |  |

| Arbitro: | Francesco Ferro (Latisana) |

|             |           |                                                   |
| Ferrato 76’ | Marcatori | 39’, 60’ Zanon 57’ De Martin 77’ Da Ros 82’ Da Re |

| Arbitro: | Matteo Paggiola (Legnago) |

|                                 |           |                                    |
| Zanetti 43’ (rig.) Paoletti 82’ | Marcatori | 14’ Da Ros 36’ Da Re 49’ De Martin |

| Arbitro: | Davide Barozzi (Rovereto) |

|                        |           |                |
| Zanon 4’ De Martin 48’ | Marcatori | 15’ Battaiotto |

| Arbitro: | Stefano Belfiore (Parma) |

|               |           |                            |
| Halitjaha 11’ | Marcatori | 83’ Casagrande 85’ Cisotto |

#### Girone di ritorno
| Arbitro: | Andrea Bindella (Pesaro) |

|           |           |                              |
| Polli 84’ | Marcatori | 30’ Cisotto 90+2’ Casagrande |

| Arbitro: | Tommaso Betta (Bolzano) |

|                                                |           |  |
| Cisotto 25’ Da Re 38’ Da Ros 40’ De Martin 80’ | Marcatori |  |

| Arbitro: | Giorgio Lazzaroni (Udine) |

|  |           |                              |
|  | Marcatori | 76’, 86’ Zanon 87’ De Martin |

| Arbitro: | Francesco Ferro (Latisana) |

|                       |           |                         |
| Cisotto 22’ Da Re 68’ | Marcatori | 39’ Goldoni 89’ Fratini |

| Arbitro: | Sajmir Kumara (Verona) |

|  |           |                                                                               |
|  | Marcatori | 29’, 41’ De Martin 43’ Cettolin 48’, 66’ Cisotto 71’, 80’ Simeoni 90’ Sovilla |

| Arbitro: | Laura Ponso (Bassano del Grappa) |

|              |           |                 |
| Cettolin 88’ | Marcatori | 52’ G. Fiorucci |

| Arbitro: | Massimo Abagnale (Parma) |

|                                 |           |                                            |
| Filippi 20’ (rig.) Muratori 81’ | Marcatori | 14’ Cisotto 46’ De Martin 52’, 62’ Simeoni |

| Arbitro: | Stefano Campagnolo (Bassano del Grappa) |

|                       |           |              |
| Cisotto 21’ Zanon 45’ | Marcatori | 50’ Marangon |

| Arbitro: | Filippo Giaccaglia (Jesi) |

|  |           |             |
|  | Marcatori | 31’ Cisotto |

| Arbitro: | Armando Ongarato (Castelfranco Veneto) |

|                           |           |  |
| Da Ros 44’ Casagrande 51’ | Marcatori |  |

| Arbitro: | Niccolò Panozzo (Castelfranco Veneto) |

|                                             |           |              |
| Cisotto 23’ Dall'Arche 62’ (aut.) Zanon 79’ | Marcatori | 54’ Pugnetti |

| Marcon 19 aprile 2015, ore 15:00 CEST 25ª giornata | Marcon                          | 0 – 0 referto | Vittorio Veneto | Stadio comunale\| Arbitro: \| Marco Bozzo (San Donà di Piave) \| |
| Arbitro:                                           | Marco Bozzo (San Donà di Piave) |               |                 |                                                                  |

| Arbitro: | Luca Bergamin (Castelfranco Veneto) |

|                                                    |           |               |
| Cisotto 12’, 18’ De Martin 35’ Da Re 51’ Zanon 58’ | Marcatori | 90’ Halitjaha |

### Coppa Italia
| Vittorio Veneto 14 settembre 2014, ore 15:30 CEST Triangolare, Girone E - 2ª giornata | Vittorio Veneto | 3 – 1 | Bearzi | Stadio Paolo Barison |

| Vivaro 21 settembre 2014, ore 15:30 CEST Triangolare, Girone E - 3ª giornata | Pordenone | 1 – 0 referto | Vittorio Veneto | Stadio comunale |
| \| \| \| \| \| Zandomenichi 15’ \| Marcatori \| \|                           |           |               |                 |                 |
|                                                                              |           |               |                 |                 |
| Zandomenichi 15’                                                             | Marcatori |               |                 |                 |

## Statistiche

### Statistiche di squadra
| Competizione | Punti | In casa | In casa | In casa | In casa | In casa | In casa | In trasferta | In trasferta | In trasferta | In trasferta | In trasferta | In trasferta | Totale | Totale | Totale | Totale | Totale | Totale | DR  |
| Competizione | Punti | G       | V       | N       | P       | Gf      | Gs      | G            | V            | N            | P            | Gf           | Gs           | G      | V      | N      | P      | Gf     | Gs     | DR  |
| ------------ | ----- | ------- | ------- | ------- | ------- | ------- | ------- | ------------ | ------------ | ------------ | ------------ | ------------ | ------------ | ------ | ------ | ------ | ------ | ------ | ------ | --- |
| Serie B      | 68    | 13      | 10      | 3       | 0       | 34      | 11      | 13           | 11           | 2            | 0            | 42           | 9            | 26     | 21     | 5      | 0      | 76     | 20     | +56 |
| Coppa Italia | -     | 1       | 1       | 0       | 0       | 3       | 1       | 1            | 0            | 0            | 1            | 0            | 1            | 2      | 1      | 0      | 1      | 3      | 2      | +1  |
| Totale       | -     | 14      | 11      | 3       | 0       | 37      | 12      | 14           | 11           | 2            | 1            | 42           | 10           | 28     | 22     | 5      | 1      | 79     | 22     | +57 |

### Andamento in campionato
| Giornata  | 1 | 2 | 3 | 4 | 5 | 6 | 7 | 8 | 9 | 10 | 11 | 12 | 13 | 14 | 15 | 16 | 17 | 18 | 19 | 20 | 21 | 22 | 23 | 24 | 25 | 26 |
| --------- | - | - | - | - | - | - | - | - | - | -- | -- | -- | -- | -- | -- | -- | -- | -- | -- | -- | -- | -- | -- | -- | -- | -- |
| Luogo     | C | T | C | T | C | T | C | T | C | T  | T  | C  | T  | T  | C  | T  | C  | T  | C  | T  | C  | T  | C  | C  | T  | C  |
| Risultato | V | V | V | V | V | N | N | V | V | V  | V  | V  | V  | V  | V  | V  | N  | V  | N  | V  | V  | V  | V  | V  | N  | V  |
| Posizione | 1 | 1 | 1 | 1 | 1 | 2 | 2 | 2 | 2 | 2  | 2  | 1  | 1  | 1  | 1  | 1  | 2  | 2  | 2  | 1  | 1  | 1  | 1  | 1  | 1  | 1  |

Legenda:

Luogo: C = Casa; T = Trasferta. Risultato: V = Vittoria; N = Pareggio; P = Sconfitta.

### Statistiche delle giocatrici
| Giocatore     | Serie B  | Serie B | Serie B     | Serie B    | Coppa Italia | Coppa Italia | Coppa Italia | Coppa Italia | Totale   | Totale | Totale      | Totale     |
| Giocatore     | Presenze | Reti    | Ammonizioni | Espulsioni | Presenze     | Reti         | Ammonizioni  | Espulsioni   | Presenze | Reti   | Ammonizioni | Espulsioni |
| ------------- | -------- | ------- | ----------- | ---------- | ------------ | ------------ | ------------ | ------------ | -------- | ------ | ----------- | ---------- |
| S. Bottoli    | 13       | 1       | 1           | 0          | ?            | ?            | ?            | ?            | 13+      | 1+     | 1+          | 0+         |
| A. Casagrande | 22       | 3       | 0           | 1          | ?            | ?            | ?            | ?            | 22+      | 3+     | 0+          | 1+         |
| G. Cazzaro    | 13       | -11     | 0           | 0          | ?            | ?            | ?            | ?            | 13+      | -11+   | 0+          | 0+         |
| M. Cettolin   | 24       | 3       | 3           | 0          | ?            | ?            | ?            | ?            | 24+      | 3+     | 3+          | 0+         |
| G. Cisotto    | 25       | 17      | 0           | 0          | ?            | ?            | ?            | ?            | 25+      | 17+    | 0+          | 0+         |
| V. Cutifani   | 20       | 1       | 5           | 0          | ?            | ?            | ?            | ?            | 20+      | 1+     | 5+          | 0+         |
| G. Da Re      | 25       | 7       | 3           | 0          | ?            | ?            | ?            | ?            | 25+      | 7+     | 3+          | 0+         |
| F. Da Ros     | 25       | 6       | 1           | 0          | ?            | ?            | ?            | ?            | 25+      | 6+     | 1+          | 0+         |
| A. De Martin  | 23       | 11      | 1           | 0          | ?            | ?            | ?            | ?            | 23+      | 11+    | 1+          | 0+         |
| M. Furlan     | 26       | 1       | 0           | 0          | ?            | ?            | ?            | ?            | 26+      | 1+     | 0+          | 0+         |
| F. Paoletti   | 1        | 0       | 0           | 0          | ?            | ?            | ?            | ?            | 1+       | 0+     | 0+          | 0+         |
| R. Piai       | 5        | 0       | 0           | 0          | ?            | ?            | ?            | ?            | 5+       | 0+     | 0+          | 0+         |
| G. Reginato   | 14       | -9      | 1           | 0          | ?            | ?            | ?            | ?            | 14+      | -9+    | 1+          | 0+         |
| E. Rossi      | 6        | 0       | 0           | 0          | ?            | ?            | ?            | ?            | 6+       | 0+     | 0+          | 0+         |
| C. Simeoni    | 25       | 8       | 0           | 0          | ?            | ?            | ?            | ?            | 25+      | 8+     | 0+          | 0+         |
| M. Sommariva  | 8        | 0       | 0           | 0          | ?            | ?            | ?            | ?            | 8+       | 0+     | 0+          | 0+         |
| G. M. Sovilla | 13       | 1       | 0           | 0          | ?            | ?            | ?            | ?            | 13+      | 1+     | 0+          | 0+         |
| M. Tonon      | 13       | 0       | 0           | 0          | ?            | ?            | ?            | ?            | 13+      | 0+     | 0+          | 0+         |
| M. Uliana     | 19       | 0       | 1           | 0          | ?            | ?            | ?            | ?            | 19+      | 0+     | 1+          | 0+         |
| F. Zanella    | 11       | 0       | 0           | 0          | ?            | ?            | ?            | ?            | 11+      | 0+     | 0+          | 0+         |
| S. Zanette    | 1        | 0       | 0           | 0          | ?            | ?            | ?            | ?            | 1+       | 0+     | 0+          | 0+         |
| M. Zanon      | 22       | 16      | 5           | 0          | ?            | ?            | ?            | ?            | 22+      | 16+    | 5+          | 0+         |